# フィル・ブラシントン
フィル・ブラシントン（Phil Brassington、1970年4月19日 - ）はオーストラリア連邦オーストラリア首都特別地域キャンベラ出身の元プロ野球選手（投手）。右投右打。

## 経歴
1993年のMLBドラフトでカンザスシティ・ロイヤルズから5巡目（全体133位）で指名され入団。契約後は傘下ショートシーズンA級ユージーン・エメラルズで11試合に登板し、1勝3敗1セーブ、防御率2.42の成績を残したが、肩や肘の故障のため翌年以降は全く登板できず、1997年に退団して帰国した。
1999年に再渡米して独立リーグ・ノーザンリーグ・イーストのオールバニ・コロニー・ダイヤモンドドッグスに入団し、2001年までの3年間で通算24勝を挙げたが、同年に肩の腱板を損傷してしまった。2002年は打者として2試合出場するにとどまり、2003年は同リーグのアレンタウン・アンバサダーズで7試合に登板したが未勝利に終わり退団した。
その後は母国で不動産業界で働きながら、独学で本格的にナックルボーラーとしての技術を磨いた。
2006年の第1回ワールド・ベースボール・クラシック（WBC）にオーストラリア代表として出場。第1ラウンドのベネズエラ戦で先発登板し、ベネズエラ打線をナックルボールで翻弄して4イニングをラモン・ヘルナンデスのソロ本塁打のみに抑える好投を見せたが、チームは0-2で敗戦した。
その後は2010年から2012年までオーストラリアン・ベースボールリーグ（ABL）でプレーしたのを最後に現役を引退した。